# Torneo Apertura 2018 Primera División (Guatemala)
El Torneo Apertura 2018 será la edición de la Primera División que dé inicio a la temporada 2018-19 de la máxima categoría de ascenso en Guatemala. Contará con la participación de 20 equipos.

## Sistema de competición
Veinte equipos de diferentes partes del país son divididos en dos grupos de 10 equipos cada uno, quienes se enfrenta en un formato de visita recíproca utilizando el sistema de puntos del fútbol internacional: 3 puntos por victoria, 1 punto por empate y 0 puntos por derrota.
Al final de los enfrentamientos regulares, los cuatro mejores equipos de cada grupo se enfrentan en la fase final, en donde equipos de ambos grupos se enfrentan entre sí, de la siguiente manera
1°A vs 4°B
2°A vs 3°B
1°B vs 4°A
2°B vs 3°A
Conformando las llaves antes mencionadas los cuartos de final; los equipos continúan su camino al título en rondas de eliminación directa en las que se usa como desempate la regla del gol de visitante.
Los dos equipos que clasifiquen a la final jugarán el ascenso a la Liga Nacional contra los dos finalistas del próximo torneo.

## Equipos participantes
| Grupo A                      |                       |                                      |                                             |           |                  |               |
| Equipo                       | Entrenador            | Ciudad                               | Estadio                                     | Capacidad | Patrocinador     | Uniforme      |
| Chimaltenango FC             | Otto Rodríguez        | Chimaltenango, Chimaltenango         | Estadio Municipal de Chimaltenango          | 3 500     | Tigo             | Arcon         |
| Deportivo Reu                | Manuel Castañeda      | Retalhuleu, Retalhuleu               | Óscar Monterroso Izaguirre                  | 9 000     | Banrural         | JaviSport     |
| CD Marquense                 | César Fonseca         | San Marcos, San Marcos               | Marquesa de la Ensenada                     | 10 000    | Bantrab          | Freedom       |
| CD Nueva Concepción          | Julio Gayol           | Nueva Concepción, Escuintla          | José Luis Ibarra                            | 3 000     | Oto Lima         | MG Sports     |
| Quiché FC                    | Henry Barrientos      | Santa Cruz del Quiché, Quiché        | José Luis Ibarra                            | 3 000     | Farmacias Batres | JaviSports    |
| Rosario FC                   | Wálter González       | Quetzaltenango, Quetzaltenango       | Profútbol Xela                              | 3 000     | Bantrab          | Umbro         |
| Deportivo San Pedro          | Adán Paniagua         | San Pedro Sacatepéquez, San Marcos   | Estadio Municipal de San Pedro              | 5 000     | Muni San Pedro   | Freedom       |
| FC Santa Lucía Cotzumalguapa | Juan Alberto Salguero | Santa Lucía Cotzumalguapa, Escuintla | Estadio Municipal Santa Lucía Cotzumalguapa | 7 500     | Banrural         | JaviSports    |
| Sololá Fútbol Club           | Jaime Cáceres         | Sololá, Sololá                       | Estadio Xambá                               | 2 000     | Micoope          | Demos Pro     |
| CSD Suchitepéquez            | Eduardo Méndez        | Mazatenango, Suchitepéquez           | Carlos Salazar Hijo                         | 10 000    | Tigo             | Milán         |
| Grupo B                      |                       |                                      |                                             |           |                  |               |
| Equipo                       | Entrenador            | Ciudad                               | Estadio                                     | Capacidad | Patrocinador     | Uniforme      |
| Deportivo Achuapa            | Irving Olivares       | El Progreso, Jutiapa                 | Estadio Manuel Ariza                        | 3 000     | Banrural         | NS Sport      |
| Aurora FC                    | Gabriel Castillo      | Ciudad de Guatemala                  | Estadio del Ejército                        | 13 500    | Claro            | Demos Pro     |
| CSD Carchá                   | Sergio Pardo          | San Pedro Carchá, Alta Verapaz       | Juan Ramón Ponce Guay                       | 10 500    | Muni Carchá      | Nevimar       |
| Comunicaciones B             | Iván Sopegno          | Ciudad de Guatemala                  | Cementos Progreso                           | 17 300    | Bantrab          | Puma          |
| Jocotán FC                   | Julio César Englenton | Jocotán, Chiquimula                  | Estadio Municipal Olimpia                   | 2 000     | Banrural         | Demos Pro     |
| CSD Mictlán                  | José Garnica          | Asunción Mita, Jutiapa               | Estadio La Asunción                         | 5 000     | Bantrab          | Demos Pro     |
| Deportivo Mixco              | Milton Cabrera        | Mixco, Guatemala                     | Complejo Deportivo de Mixco                 | 1 000     | Banrural         | Independiente |
| CSD Sacachispas              | Marlon Iván León      | Chiquimula, Chiquimula               | Estadio Las Victorias                       | 3 000     | Banrural         | Milán         |
| CD Sansare                   | Juan Carlos Espinoza  | Sansare, El Progreso                 | Las Victorias de Sansare                    | 2 500     | Zeta Gas         | Arcon         |
| Universidad SC               | Sergio Guevara        | Ciudad de Guatemala                  | Estadio Revolución                          | 5 000     | Pepsi            | Nevimar       |

### Equipos por departamento
| Departamento   | N.º | Equipos                                              |
| -------------- | --- | ---------------------------------------------------- |
| Guatemala      | 4   | Universidad SC, Aurora FC, Cremas B, Deportivo Mixco |
| San Marcos     | 2   | Marquense, San Pedro                                 |
| Escuintla      | 2   | Nueva Concepción, FC Santa Lucía Cotzumalguapa       |
| Chiquimula     | 2   | Sacachispas, Jocotán                                 |
| Jutiapa        | 2   | Mictlán, Deportivo Achuapa                           |
| Suchitepéquez  | 1   | Suchitepéquez                                        |
| Alta Verapaz   | 1   | Carchá                                               |
| Retalhuleu     | 1   | Deportivo Reu                                        |
| Quetzaltenango | 1   | Rosario                                              |
| Chimaltenango  | 1   | Chimaltenango                                        |
| Sololá         | 1   | Sololá                                               |
| El Progreso    | 1   | Sansare                                              |
| Quiché         | 1   | Quiché FC                                            |

### Ascensos y descensos
| Pos.  | Descendidos de la Primera División 2017-18 |
| ----- | ------------------------------------------ |
| 10° A | Barillas FC                                |
| 10° B | Deportivo Quiriguá                         |
| RP    | Escuintla SS                               |

| Pos. | Ascendidos de Segunda División 2017-2018 |
| ---- | ---------------------------------------- |
| 1.º  | Deportivo Achuapa                        |
| 2.º  | Deportivo San Pedro                      |
| 3°   | Quiché FC                                |

## Clasificación

### Grupo A
|     | Equipos                   | PJ | PG | PE | PP | GF | GC | Dif. | Pts. |
| --- | ------------------------- | -- | -- | -- | -- | -- | -- | ---- | ---- |
| 1.  | Santa Lucía Cotzumalguapa | 18 | 11 | 2  | 5  | 30 | 14 | +16  | 35   |
| 2.  | Chimaltenango             | 18 | 9  | 4  | 5  | 27 | 14 | +13  | 31   |
| 3.  | Quiché                    | 18 | 8  | 5  | 5  | 22 | 21 | +1   | 29   |
| 4.  | Deportivo Reu             | 18 | 7  | 6  | 5  | 24 | 15 | +9   | 27   |
| 5.  | Nueva Concepción          | 18 | 8  | 3  | 7  | 25 | 17 | +8   | 27   |
| 6.  | Sololá                    | 18 | 7  | 4  | 7  | 22 | 30 | -8   | 25   |
| 7.  | Marquense                 | 18 | 7  | 3  | 8  | 28 | 28 | 0    | 24   |
| 8.  | Deportivo San Pedro       | 18 | 8  | 5  | 5  | 25 | 18 | +7   | 23   |
| 9.  | Suchitepéquez             | 18 | 5  | 5  | 8  | 37 | 28 | +9   | 20   |
| 10. | Rosario                   | 18 | 1  | 1  | 16 | 11 | 56 | -45  | -11  |

### Grupo B
|     | Equipos           | PJ | PG | PE | PP | GF | GC | Dif. | Pts. |
| --- | ----------------- | -- | -- | -- | -- | -- | -- | ---- | ---- |
| 1.  | Aurora FC         | 18 | 8  | 6  | 4  | 22 | 13 | +9   | 30   |
| 2.  | Deportivo Mixco   | 18 | 8  | 6  | 4  | 27 | 22 | +5   | 30   |
| 3.  | CD Sansare        | 18 | 9  | 3  | 6  | 27 | 23 | +4   | 30   |
| 4.  | Comunicaciones B  | 18 | 7  | 7  | 4  | 32 | 26 | +6   | 28   |
| 5.  | CSD Mictlán       | 18 | 8  | 4  | 6  | 25 | 22 | +3   | 28   |
| 6.  | CSD Sacachispas   | 18 | 7  | 5  | 6  | 26 | 24 | +2   | 26   |
| 7.  | Deportivo Achuapa | 18 | 6  | 7  | 5  | 29 | 25 | +4   | 25   |
| 8.  | CSD Carchá        | 18 | 7  | 3  | 8  | 22 | 25 | -3   | 24   |
| 9.  | Universidad SC    | 18 | 2  | 5  | 11 | 20 | 39 | -19  | 11   |
| 10. | Jocotán FC        | 18 | 3  | 4  | 11 | 13 | 34 | -11  | 10   |

## Fase final
|  | Cuartos de final               | Cuartos de final               | Cuartos de final               | Cuartos de final               |   |    | Semifinales                   | Semifinales                   | Semifinales                   | Semifinales                   |  |    | Final                           | Final                           | Final                           | Final                           |  |
|  | 28 de noviembre 2 de diciembre | 28 de noviembre 2 de diciembre | 28 de noviembre 2 de diciembre | 28 de noviembre 2 de diciembre |   |    | 6 de diciembre 9 de diciembre | 6 de diciembre 9 de diciembre | 6 de diciembre 9 de diciembre | 6 de diciembre 9 de diciembre |  |    | 13 de diciembre 16 de diciembre | 13 de diciembre 16 de diciembre | 13 de diciembre 16 de diciembre | 13 de diciembre 16 de diciembre |  |
|  |                                |                                |                                |                                |   |    |                               |                               |                               |                               |  |    |                                 |                                 |                                 |                                 |  |
|  |                                |                                |                                |                                |   |    |                               |                               |                               |                               |  |    |                                 |                                 |                                 |                                 |  |
|  | 1A                             | Santa Lucía                    | 1                              | 3                              |   |    |                               |                               |                               |                               |  |    |                                 |                                 |                                 |                                 |  |
|  | 1A                             | Santa Lucía                    | 1                              | 3                              |   |    |                               |                               |                               |                               |  |    |                                 |                                 |                                 |                                 |  |
|  | 4B                             | Comunicaciones B               | 1                              | 1                              |   |    |                               |                               |                               |                               |  |    |                                 |                                 |                                 |                                 |  |
|  | 4B                             | Comunicaciones B               | 1                              | 1                              |   | 1A | Santa Lucía                   | 1                             | 1                             |                               |  |    |                                 |                                 |                                 |                                 |  |
|  |                                |                                |                                |                                |   | 1A | Santa Lucía                   | 1                             | 1                             |                               |  |    |                                 |                                 |                                 |                                 |  |
|  |                                |                                | 4A                             | Quiché FC                      | 0 | 0  |                               |                               |                               |                               |  |    |                                 |                                 |                                 |                                 |  |
|  | 4A                             | Quiché FC                      | 4A                             | Quiché FC                      | 0 | 0  | 2                             | 0                             |                               |                               |  |    |                                 |                                 |                                 |                                 |  |
|  | 4A                             | Quiché FC                      |                                |                                |   |    |                               |                               |                               |                               |  |    |                                 |                                 |                                 |                                 |  |
|  | 1B                             | Aurora                         | 0                              | 1                              |   |    |                               |                               |                               |                               |  |    |                                 |                                 |                                 |                                 |  |
|  | 1B                             | Aurora                         | 0                              | 1                              |   |    |                               |                               |                               |                               |  | 1A | Santa Lucía                     | 3                               | 2                               |                                 |  |
|  |                                |                                |                                |                                |   |    |                               |                               |                               |                               |  | 1A | Santa Lucía                     | 3                               | 2                               |                                 |  |
|  |                                |                                | 3B                             | Sansare                        | 2 | 1  |                               |                               |                               |                               |  |    |                                 |                                 |                                 |                                 |  |
|  | 3B                             | Sansare                        | 3B                             | Sansare                        | 2 | 1  | 2                             | 3                             |                               |                               |  |    |                                 |                                 |                                 |                                 |  |
|  | 3B                             | Sansare                        |                                |                                |   |    |                               |                               |                               |                               |  |    |                                 |                                 |                                 |                                 |  |
|  | 2A                             | Chimaltenango                  | 1                              | 0                              |   |    |                               |                               |                               |                               |  |    |                                 |                                 |                                 |                                 |  |
|  | 2A                             | Chimaltenango                  | 1                              | 0                              |   | 3B | Sansare                       | 3                             | 2                             |                               |  |    |                                 |                                 |                                 |                                 |  |
|  |                                |                                |                                |                                |   | 3B | Sansare                       | 3                             | 2                             |                               |  |    |                                 |                                 |                                 |                                 |  |
|  |                                |                                | 3A                             | Deportivo Reu                  | 2 | 1  |                               |                               |                               |                               |  |    |                                 |                                 |                                 |                                 |  |
|  | 3A                             | Deportivo Reu                  | 3A                             | Deportivo Reu                  | 2 | 1  | 1                             | 0 (4)                         |                               |                               |  |    |                                 |                                 |                                 |                                 |  |
|  | 3A                             | Deportivo Reu                  |                                |                                |   |    |                               |                               |                               |                               |  |    |                                 |                                 |                                 |                                 |  |
|  | 2B                             | Deportivo Mixco                | 0                              | 1 (3)                          |   |    |                               |                               |                               |                               |  |    |                                 |                                 |                                 |                                 |  |
|  | 2B                             | Deportivo Mixco                | 0                              | 1 (3)                          |   |    |                               |                               |                               |                               |  |    |                                 |                                 |                                 |                                 |  |
|  |                                |                                |                                |                                |   |    |                               |                               |                               |                               |  |    |                                 |                                 |                                 |                                 |  |

| Campeón Apertura 2018        |
| ---------------------------- |
|                              |
| FC Santa Lucía Cotzumalguapa |
| 1.er Título                  |

- Datos: Q56377978